# Eremophila caerulea
Eremophila caerulea là một loài thực vật có hoa trong họ Huyền sâm. Loài này được (S.Moore) Diels mô tả khoa học đầu tiên năm 1905.